# Jeff Cunningham
Jeff Cunningham (* 21. August 1976 in Montego Bay, Jamaika) ist ein US-amerikanischer Fußballspieler, der in Jamaika geboren wurde. Er spielt seit 2012 für die San Antonio Scorpions in der North American Soccer League.

## Karriere

### College
Cunningham kam auf Jamaika zur Welt. Im Alter von vierzehn Jahren siedelte er nach Crystal River im US-Bundesstaat Florida um. Von 1994 bis 1997 besuchte er die University of South Florida und spielte für die Fußball-College-Mannschaft der South Florida Bulls. In seinem ersten und zweiten Jahr wurde er in die jeweilige beste Auswahl aller Spieler der Conference USA berufen. In seinem letzten Jahr wurde er sogar zum Conference USA Player of the Year, also zum Spieler des Jahres ernannt. Insgesamt erzielte er für die USF 41 Tore und bereitete 36 weitere vor.

### Wechsel in die MLS
Beim MLS College-Draft 1998 wurde er von der Columbus Crew als neunter Pick in der ersten Runde ausgewählt. In seinem ersten Jahr absolvierte er 25 Spiele, wobei er meistens als Einwechselspieler fungierte. Dabei erzielte er acht Tore und stellte einen neuen Rekord für die meisten Tore, die ein Spieler in seiner ersten MLS-Saison erzielt hat (mittlerweile von Damani Ralph überboten worden). Ab der Saison 1999 wurde er regelmäßig eingesetzt und avancierte zu einem der wichtigsten Spieler der Mannschaft. 2002 wurde er in die beste Elf der MLS gewählt und errang mit der Mannschaft den Titel im Lamar Hunt U.S. Open Cup. Nach einer enttäuschenden Saison 2004 wurde er von der Crew an die Colorado Rapids abgeben. Columbus erhielt hierfür ein Vorzugsrecht im Draft-Verfahren. Cunningham hatte bis dahin die meisten Tore der Mannschaft erzielt und teilt sich diesen Rekord mit Brian McBride.
Seine erste Saison bei den Rapids konnte er mit zwölf Toren abschließen. Im MLS All-Star Game 2005 erzielte er zwei Tore gegen den FC Fulham. Nach der Saison 2005 wurde er gegen Clint Mathis von Real Salt Lake getauscht.
2006 wurde er mit sechzehn Toren Torschützenkönig der Major League Soccer und erhielt dafür die MLS Golden Boot-Auszeichnung. Während der Saison 2007 wechselte er zum Toronto FC. Salt Lake erhielt dafür Alecko Eskandarian. In Toronto erhielt er die 96 als Rückennummer, welche seine bisher erzielten Tore in der Major League Soccer symbolisierte. Während seiner zweiten Saison fiel er in Ungnade bei dem kanadischen Klub. Er hatte die Chance ein Tor zu erzielen, welches den Einzug in die CONCACAF Champions League bedeutet hätte.
Am 8. August 2008 wechselte er zum FC Dallas. Im ersten Spiel für die Texaner erzielte Cunningham sein erstes Tor für den neuen Klub. Dieses war gleichzeitig sein 100. Tor in der MLS. 2009 erzielte er siebzehn Tore und gewann damit den Golden Boot, die Auszeichnung für den besten Torschützen in der MLS Regular Season. Nach der Saison 2010 schlug der FC Dallas die Option zur Vertragsverlängerung aus und Cunningham kam in den erstmals stattfindenden MLS Re-Entry Draft. Dort wurde er am 15. Dezember von der Columbus Crew ausgewählt. Bevor es aber zu einer Vertragsunterzeichnung kam, trainierte er beim norwegischen Erstligisten IK Start mit.
Am 28. Januar 2011 wurde er offiziell verpflichtet und absolvierte sein erstes Spiel für die Crew am 22. Februar 2011.
Nach einem halben Jahr verließ Cunningham Columbus Crew und wechselte zu den CSD Comunicaciones nach Guatemala.
Zur Saison 2012/13 wechselte er in die North American Soccer League zu den San Antonio Scorpions.

## Nationalmannschaft
1999 absolvierte er sein erstes Länderspiel für die Jamaikanische Fußballnationalmannschaft. Er wurde in einem Freundschaftsspiel gegen Ghana eingesetzt. Im November 2001 erhielt er die US-amerikanische Staatsbürgerschaft und war somit für die Fußballnationalmannschaft der Vereinigten Staaten spielberechtigt, da er noch kein Pflichtspiel für Jamaika bestritten hatte.
Cunningham gab sein Länderspieldebüt für die Vereinigten Staaten am 9. Dezember 2001 gegen Südkorea. Nachdem er vier Jahre lang nicht in die Nationalmannschaft berufen worden war, wurde er im November 2009 für zwei Freundschaftsspiele eingeladen. Im Spiel gegen Dänemark am 18. November 2009 erzielte er sein erstes Länderspieltor.